# Warfield (Berkshire)
Warfield é uma vila e paróquia civil de Bracknell Forest no condado de Berkshire.

## História
Warfield foi originalmente um assentamento Anglo-Saxão, e é mencionada no Domesday Book como Warwelt. Duas derivações foram sugeridas para o topônimo: Inglês Antigo wær + feld, que significa "descampado às margens da corredeira" ou wærnawell + feld que significa "campo do riacho Wren" . A igreja medieval de São Miguel, uma das mais atraentes de Berkshire. Sabe-se que a mesma era propriedade da Rainha Emma no Século XI, quando foi doada para o Bispo de Winchester. Uma teoria é que a igreja é dedicada a São Miguel, o destruidor, por ter sido construída sobre um antigo templo pagão Saxão. A ala norte é a parte mais antiga do atual edifício, datando do Século XII. A torre é do Século XIII e a nave é do Século XIV. A igreja passou à propriedade do Mosteiro de Hurley em sua fundação em 1086.  
A igreja possui uma interessante abside esculpida no estilo do Perído Decorativo (1275-1380) da arquietura gótica inglesa com motivos green man, provavelmente patrocinada pelo latifundiário local, Sir William Trussell. O brazão de Sir William sobrevive em alguns dos vitrais. O vitral leste comemora o Rei Carlos II e sua esposa, em cujo reinado a capela foi promovida a igreja. As sepulturas nessa parte da igreja possivelmente são de membros da família Trussell, embora o jazigo familiar fique em Shottesbrooke.   

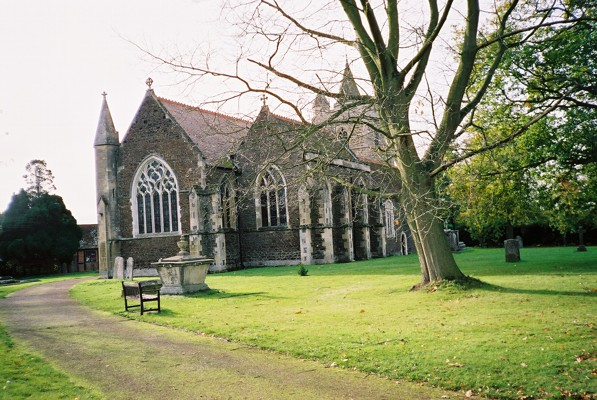
Igreja do Arcanjo São Miguel

A igreja também possui diversos tributos à família Staverton, residentes do antigo palacete local (manor house) em Hayley Green denominado Heathley Hall. Um colorido memorial renascentista relembra o último membro da família. Um memorial semelhante dedicado a Thomas Williamson em 1611 localiza-se na abside. Há também memorias para a família Walsh, que residiu no Warfield Park no Século XVIII. O memorial da esposa de Sir John Coxe Hippisley tem uma interessante exibição heráldica sagrada pelo Rei de Wittemberg.
Heathley Hall foi demolida no Século XVII, mas foi reconstruído no período Georgiano e renomeado Warfield House (ou  Warfield Grove). Nesse palacete residiram, no Século XVIII o almirante Sir George Bowyer, 5 Baronete e no Século XIX, Sir John Coxe Hippisley, escritor político. Outro palacete notável da paróquia é Warfield Park, onde residiu no Século XVIII o cientista John Walsh, e posteriormente, seus descentes (Barões Ormathwaite). O palacete foi demolido em 1955.
Na casa paroquial ao lado da igreja residiu Sir William James Herschel, o descobridor das impressões digitais, e neto do astrônomo Sir William Herschel . Outra residência notável é Newell Hall, construída no estilo Queen Anne cerca de 1700 pela família Horsnaile. 
O sul da paróquia possuía muitas olarias. A maior das quais pertencia à família Lawrence, que fez os tijolos para a residência oficial do primeiro ministro inglês (10 Downing Street). A indústria se extinguiu no final do Século XX, e as últimas olarias foram demolidas em 1990 para ceder lugar a loteamentos. Em Lawrence Hill há uma memorial comemorativo.

## Geografia
Warfield é uma paróquia rural composta por vilarejos. A vila de Warfiled propriamente dita tem umas poucas casas ao redor da igreja paroquial, e outros ajuntamentos em West End, Newell Green, Warfield Street e Hayley Green ao sul. Ao norte ficam os vilarejos de  Hawthorn Hill, Jealott's Hill, Moss End e Nuptown. Mais ao sul ficam os vilarejos de Wick Hill e Priestwood, que foram os primeiros subúrbios da cidade nova de Bracknell. Desde 1980 novos loteamentos foram criados, incluindo Whitegrove, Quelm Park e Lawrence Hill.
O ribeirão The Cut corta o centro da paróquia, desaguando no Rio Tâmisa na vila de Bray. O riacho  Bull Brook desagua no The Cut ao sudeste da igreja. A paróquia tem alguns pequenos lagos, inclusive um com o tenebroso nome de Drown Boy Pond (poço do menino afogado) em Jealott's Hill. A área de  in the Holly Spring (fonte santa) tem algumas fontes. A maior elevação da paróquia provavelmente está em Cabbage Hill (colina do repolho), que oferece excelentes vistas da cidade de Bracknell.

## Governo local
A administração é de responsabilidade da autoridade unitária de Bracknell Forest, mas a paróquia também conta com um Conselho Paroquial de treze membros.

## Transporte
A via principal é a B3034, que vai de Brookside até Bill Hill. 

## Educação
- Pré-escola Building Blocks
- Pré-escola Paws
- Pré-escola Plus Three
- Pré-escola Possums
- Escola Primária Anglicana de Warfield
- Escola Primária Whitegrove
- Escola Primária Sandy Lane
- Escola Montessori Meadowbrook

## Esportes e lazer
- Frost Folly Country Park
- Biblioteca Whitegrove
- Parque Memorial
- Rainbows and Brownies no Brownlow Hall
- Seis pubs: The Three Legged Cross, New Leathern Bottle, Shepherd's House, Plough and Harrow, Cricketers, Yorkshire Rose
- Clube de Arqueiros de Warfield[4]
- Warfield Cricket Club
- Warfield Players
- Warfield Women's Institute
- Warfield Fete (no verão)
- Warfield Produce Show (anual)
- Warfield Pumpkin Show (em setembro, no Plough and Harrow)
- Whitegrove Summer Fete (julho)
- Whitegrove Christmas Fete (dezembro)